# ينبعاوي
ينبعاوي هو غناء ساحلي شعبي لأهالي محافظة ينبع في منطقة المدينة المنورة في المملكة العربية السعودية، ارتبط بأغاني البحر والبحارة، ويشتهر بأداء ألوانه على آلة السمسمية وآلات التخت العربي والعجل. وهو لون شبيه بالألوان الشعبية الشرقية، وأحد الألوان السعودية جدة والساحل المصري. ويتخلله الموال الينبعاوي، واتضح عليه تأثير فنانين عرب أمثال: فريد الأطرش وأم كلثوم وسهام رفقي، حيث أُعيدت صياغة أغانيهم المشهورة بطابع ينبعاوي مع الحفاظ على جوهر اللحن ولكن بإيقاعات ينبعاوية. وهناك فنون كثيرة تشتهر بها ينبع مثل: الرديح والخبيتي وألعاب الزير والبدواني.

## بعض الأغاني من اللون الينبعاوي
1. أغنية: «اشتقنا ياحلو»
2. أغنية: «يا ليلة الأنس»
3. أغنية: «يا للي من العال»
4. أغنية: «جددي يانفس»
5. أغنية: «باهي جمالك»
6. أغنية: «أنا لي زمان»
7. أغنية: «يادي الملام»
8. أغنية: «على بلد المحبوب»
9. أغنية: «عمي ياجمال»
10. أغنية: «آه ياحلو»
11. أغنية: «حنا طلبنا الله»
12. أغنية: «العزول فايق ورايق»
13. أغنية: «فريد المحاسن»
14. أغنية: «عصفوري يمه»
15. أغنية: «بابور حربي»
16. أغنية: «سلم علي»
17. أغنية: «مد الشراع»
18. أغنية: «دا غرامك»
19. أغنية: «عطشان ياصبايا»
20. أغنية: «والله الحبيب»
21. أغنية: «إن قدر الله»
22. أغنية: «أسمر ياجميل»
23. أغنية: «ياميمة ياحلوة»
24. أغنية: «ياحبيب القلب»
25. أغنية: «حير الأفكار»
26. أغنية: «اللومة اللومة»
27. أغنية: «لما أنت ناوي»
28. أغنية: «افرح وصالك»
29. أغنية: «ليه كدا يابحر النيل»
30. أغنية: «أنا عبيد عبدك»
31. أغنية: «ياللي تلومني»
32. أغنية: «ياولد عذبت روحك»
33. أغنية: «ياويلي ويله»
34. أغنية: «سمبوكي واقف عالمينا»
35. أغنية: «مالك يا حلوه مالك»
36. أغنية: «أمان أمان يا محبوبي»
37. أغنية: «آه يا عم شوف لى السبب»
38. أغنية: «ياصفا الأزمان»
39. أغنية: «هلت ليالي»
40. أغنية: «عشقك سبب ذلي»
41. أغنية: «ودعتك الله يالعيون السود»
42. أغنية: «انا لما رأيت الزين»
43. أغنية: «ياللي تلومني»
44. أغنية: «يالله بنا ياحبيبي نسمر»
45. أغنية: «يا أهل الهوى والفن»
46. أغنية: «مالك ياحلوة مالك»
47. أغنية: «ياحليوه يا مسليني»
48. أغنية: «ياويلي ويله يا حمود»
49. أغنية: «يابديع الجمال»
50. أغنية: «هلت ليالي حلوه وهنيه»
51. أغنية: «والله الحبيب لما هاجرني»
52. أغنية: «خاين يازماني»
53. أغنية: «مدي الشراع علي موسى جاء»
54. أغنية: «تهجرني ليه مو حرام»
55. أغنية: «من عذبك»
56. أغنية: «ياللي شربت الراح»
57. أغنية: «الا يامن بسل سيف اللحظ»
58. أغنية: «نور العيون يا شاغلني»
59. أغنية: «يانحيف القوام»
60. أغنية: «يابنت عينك وعيني»
61. أغنية: «ياقمري البان»
62. أغنية: «أصبحت انا في غرامك»

## فرق اللون الينبعاوي
من أشهر فرق الينبعاوي المعاصرة: 
1. فرقة أبو سراج والمجموعة للفنون الشعبية بقيادة الأستاذ عمر العطاس
2. فرقة شباب ينبع للفنون الشعبية بقيادة المهندس عرفه بن عوده المزين.
3. فرقة ينبع للفنون الشعبية بقيادة الفنان: عواد محمد ناصر.
4. فرقة «الشاطئ» بقيادة: ناجي الهومي.
5. فرقة ينبع الفن للطرب الينبعاوي والسمسمية بقيادة الفنان محمد ياسين أبو عيسى.